# Krangalangia
Krangalangia is een geslacht van kreeftachtigen uit de klasse van de Malacostraca (hogere kreeftachtigen).

## Soorten
- Krangalangia orstom Tavares, 1993
- Krangalangia rostrata (Ihle, 1916)
- Krangalangia spinosa (Zarenkov, 1970)